# まじかる☆タルるートくん すき・すき♡タコ焼きっ!
『まじかる☆タルるートくん すき・すき♡タコ焼きっ!』（まじかる タルるートくん すき・すき タコやきっ）は、'92春東映アニメフェアの一作として1992年3月7日に公開された映画作品。江川達也原作の漫画『まじかる☆タルるートくん』の劇場版第3作。カラー・ビスタビジョン・30分。

## ストーリー
今日もたこ焼き屋で松五郎が作った大好きなたこ焼きを食べるタルるート。そこへたこ焼きが嫌いなミモラが現れ、タルるートといちゃついているのを見たライバーは悔しさのあまり、松五郎がたこ焼きを作れなければミモラが喜ぶと考え、松五郎のたこ焼き魂を奪う。
それを知った本丸とタルるートは、ライバーに魔法戦を挑むが、誤って、松五郎のたこ焼き魂がネズミと合体してしまい、今度はチュー五郎と魔法対決をする羽目になる。
果たして本丸とタルるートは松五郎のたこ焼き魂を取り戻せるか。

## 映画オリジナルキャラクター
チュー五郎
松五郎のたこ焼き魂と合体したことで進化したネズミ。
松五郎同様に関西弁で喋り、たこ焼きを作るのも上手い。
タルたちから逃げ続けるが、伊代菜を気にいり、彼女や仲間のネズミたちにたこ焼きを振舞う。その後、松五郎が昔、たこ焼きを奢ってくれた人間であることを思い出したことから、たこ焼き魂を返却。ライバーの妨害やミモラの乱入で松五郎のアパートに辿り着けずにいるタルと本丸に代わって、たこ焼き魂を松五郎に戻した。

ウコンドル
鵜とコンドルを合わせたような姿をしている魔法鳥。
ライバーが松五郎のたこ焼き魂を奪うために召喚し、たこ焼き魂を奪うことに成功している。

## 登場人物
- タルるート：TARAKO
- 江戸城本丸：高山みなみ
- 河合伊代菜：冬馬由美
- 大綾真理：鶴ひろみ
- 原子力：堀川亮
- 邪馬じゃば夫：塩屋翼
- 両口屋是清：浦和めぐみ
- 伊知川累：杉山佳寿子
- ミモラ：西原久美子
- ライバー：鈴木みえ
- 玉みえ：金丸日向子
- ウコンドル：増田有宏
- もぞくっしゅん：沼田祐介[注 1]
- 松五郎：青野武
- チュー五郎：頓宮恭子

## スタッフ
- 監督：貝澤幸男
- 製作：今田智憲、茅野力造
- 脚本：松井亜弥
- 企画：籏野義文、関弘美
- 作画監督：江口寿志
- 撮影：福田岳志、菅谷伸行
- 音楽：横山菁児
- 美術：襟立智子
- 編集：片桐公一

## 受賞歴
- 第10回ゴールデングロス賞優秀銀賞[1]

## 同時上映
- ドラゴンボールZ 激突!!100億パワーの戦士たち
- ドラゴンクエスト ダイの大冒険 起ちあがれ!!アバンの使徒